# 丘里
丘里（Churi），是印度贾坎德邦Ranchi县的一个城镇。总人口25075（2001年）。

## 人口
该地2001年总人口25075人，其中男性13899人，女性11176人；0—6岁人口3637人，其中男1850人，女1787人；识字率66.16%，其中男性为76.22%，女性为53.64%。